# بخش مردان

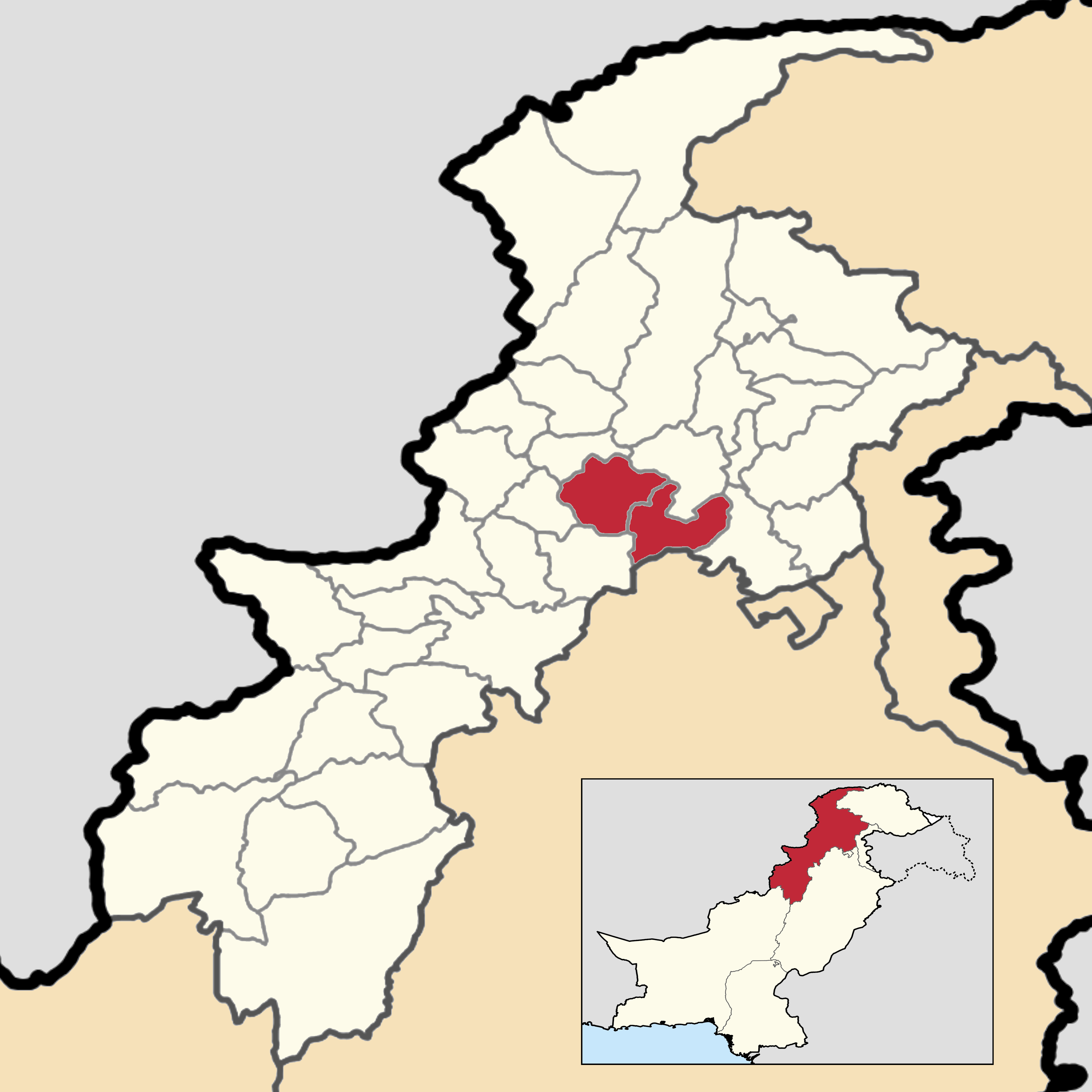
تصویری از بخش مردان که موقعیت آن در ایالت خیبر پختونخوا پاکستان را نشان می‌دهد.

بخش مردان (انگلیسی: Mardan Division) یکی از بخش‌های پاکستان در ایالت خیبر پختونخوا بود که در اصلاحات انجام‌گرفته در سال ۲۰۰۰، ساختار بخش در پاکستان حذف گردید. اما در سال ۲۰۰۸ مجدداً بازگردانده شد. ناحیه‌های آن عبارت بودند از:
- ناحیه مردان
- ناحیه سوابی